# Fredson Camara Pereira
Fredson Camara Pereira (* 22. Februar 1981 in Monção-Maranhão) ist ein brasilianischer ehemaliger Fußballspieler.
Fredson war einer der wenigen Spieler von Espanyol Barcelona, die nicht aus der eigenen Jugend stammten. Er begann seine Karriere in seiner brasilianischen Heimat bei Paraná Clube, von wo er 2002 zu den Spaniern wechselte. Seitdem kam er in fast 100 Ligaspielen zum Einsatz.
Da es für ihn zwischendurch sportlich nicht so gut lief, wurde er 2007 zwischendurch an den FC São Paulo verliehen. Dort konnte er die Meisterschaft mit seinen Landsleuten bejubeln, kam jedoch nach seiner Rückkehr zu Espanyol erneut nur sporadisch zum Einsatz, weshalb er im Sommer 2008 keinen neuen Vertrag erhielt.
Fredson ging zurück nach Brasilien, wo er für Goiás EC spielte und dann mit vereinslosen Pausen bei drei unterklassigen Vereinen seine Karriere ausklingen ließ.

## Titel
- 2006 – Copa del Rey mit Espanyol Barcelona
- 2007 – Campeonato Brasileiro de Futebol mit dem FC São Paulo